# أبو القاسم المغربي
أبو القاسم الحسين بن علي بن الحسين بن علي بن محمد ويسمى أيضاً الوزير المغربي. (980-1027) (370 - 418 هـ)، أديب لغوي، وكاتب شاعر، ووزير
من الدهاة. قيل فيه: «كان من أدهى البشر وأذكاهم». وقيل: «كان من الدهاة العارفين، وكان خبيث الباطن، إذا دخل عليه الفقيه سأله عن النحو، وإذا دخل عليه النحوي سأله عن الفقه». أما أصله فيقال: إنه من أبناء الأكاسرة الفُرس، إذ ينتهي نسبه إلى يزدجرد بن بهرام جور.
وأما نسبته «المغربي» فإنه لم يكن مغربي الأصل، وإنما أحد أجداده -وهو أبو الحسن علي بن محمد- كانت له ولاية في الجانب الغربي ببغداد، فقيل له «المغربي» وأطلقت عليهم جميعاً هذه النسبة.

## حياته
ولد أبو القاسم المغربي في حلب فجر يوم الأحد 13 من ذي الحجة. وقيل كانت ولادته بمصر والأول أصح لأن أباه وجدّه كانا من كتّاب سيف الدولة بحلب، ولأن أبا القاسم نفسه يقول في كتابه «أدب الخواص»: «وقال بعض عامة بلدنا الحلبيين في قصة له…»، كما أن له شعراً يتشوق فيه إلى حلب مسقط رأسه وموطن صباه. وقد حفظ منذ صغره القرآن الكريم وعِدّةً من الكتب في النحو واللغة، ونحو خمسة عشر ألف بيتٍ من مختار الشعر القديم كما يقول
ابن خلكان، ونظم الشعر، وتصرّف في النثر، وبلغ من الخط الجيد إلى ما يقصر عنه نظراؤه، ومن الحساب والجبر والمقابلة ما زاد على الحدّ المطلوب. وذلك كله قبل استكماله أربع عشرة سنةً من عمره. وكان سريع البديهة في النظم والنثر، واسع الثقافة في العلوم والآداب.
وفي أيام أبي المعالي سعد الدولة (356-381 هـ) فارق أبوه حلب إلى مصر، وتبعه ابنه أبو القاسم على الأثر مع جماعة من أهل بيته وهو في الثانية عشرة من عمره. واتّصل أبوه علي بن الحسين بخدمة الحاكم الفاطمي (376-411 هـ)، فكان هو وولده أبو القاسم من جلساء الحاكم ووجهاء مجلسه في الدولة الفاطمية. ثم تغير الحاكم على والد أبي القاسم وقتله هو وبعض أفراد أسرته الأقربين في الثالث من ذي القعدة سنة 400هـ فهرب أبو القاسم وأسرته إلى الشام، وقصد حسان بن الحسن بن مفرج الطائي صاحب الرملة، فأكرم ابن مفرِّج وفادته وسكّن جأشه، فأقام عنده مدة ومدحه أيضاً. وهنا راح أبو القاسم يحرّض ابن مفرّج الطائي على الحاكم الفاطميّ صاحب مصر، ويحاول إفساد نيّته عليه فلم يفلح؛ لأن العلاقة كانت قوية ومتماسكة بين الرجلين. وعندئذٍ رحل أبو القاسم المغربي إلى الحجاز. فلما وصل إلى مكة اتصل بصاحبها أبي الفتوح الحسن بن جعفر الموسوي، وأطمعه بالحاكم وبمملكة الديار المصرية، وجدَّ في ذلك حتى أقلق الحاكم الذي خاف على ملكه، فاضطرّ إلى إرضاء صاحب الدولة حسان بن المفرِّج واستمالته ببذل الأموال وكان ابن المفرّج قد حالف صاحب مكة واستدعاه إلى الرملة وبايعه بالخلافة ولقبه بأمير المؤمنين بتدبير أبي القاسم المغربي، ولم يزل الحاكم يُعمل الحيلة حتى استمال ابن المفرج وبني عمه إليه، وعندئذٍ هرب أمير مكة عائداً إليها.
ثم حدثت أمور، إذ هرب أبو القاسم إلى العراق مفارقاً بني مفرّج، وقصد فخر المُلك أبا غالب بن خلف الوزير وأقام في كنفه بواسط، وعلم بأمره الخليفة العباسي القادر بالله (381-422 هـ) فاتهمه بأنه قدم من مصر لإفساد الدولة العباسية وكتب إلى فخر المُلك في إبعاده، فلم يأبه به وقام في أمر أبي القاسم الذي أقام عنده بواسط مكرّماً بعد أن رفع عنه طلب القادر بالله له.
فلما توفي فخر الملك مقتولاً عاد الوزير المغربي إلى بغداد، مستعطفاً قلب الخليفة القادر بالله ومتنصلاً مما نُبز به حتى صلح له بعض الصلاح وأقام قليلاً في بغداد ثم اتجه إلى الموصل واتصل بمعتمد الدولة قرواش ابن المقلد أمير بني عقيل (391-442 هـ)، وصاحب الموصل والكوفة والمدائن وكتب له وصار وزيراً عنده.
ثم تقلبت به الأحوال إلى أن استقدمه مشرِّف الدولة البويهي من الموصل إلى بغداد وأصبح وزيراً عنده عشرة أشهرٍ وأياماً. واضطرب أمره في بغداد ففارق مشرِّف الدولة ولجأ ثانية إلى قرواش مخدومه الأول في الموصل وأقام عنده، وتجدّد للخليفة القادر بالله سوء رأيٍٍ فيه فكتب إلى قرواش بإبعاده ففعل، وعندئذٍ فارق الوزير المغربي قرواش بن المقلّد متوجهاً إلى ديار بكر، واتصل بصاحبها الأمير أبي نصر أحمد بن مروان الكردي (402-453 هـ) وأقام عنده على سبيل الضيافة، ويقال إنه استوزره إلى أن توفي الوزير المغربي بميافارقين في 13 من شهر رمضان سنة 418 هـ وقيل 428 هـ، والأول أصح، وعمره يومئذٍ ثمانٍ وأربعون سنة.
وحُمل جثمانه إلى الكوفة بوصية منه فدفن فيها في تربة مجاورة لمشهد الإمام علي بن أبي طالب، ووصيته هذه تؤيد ما روي عنه من أنه كان شيعي المذهب. ورثاه أبو العلاء المعري في اللزوميات ولم يرثِ أحداً غيره. ويبدو
أنه كان على صلة وثيقة بالمعري، فهو الذي أرسل إليه أبو العلاء رسالتيه «المَنيح» و«الإغريض» بعد أن قدّم إليه أبو القاسم كتابه «مختصر إصلاح المنطق».

## أعماله
للوزير المغربي شعر رائق. ولكن لم يبق منه سوى قليل من القصائد والمقطعات جمع منها إحسان عباس 115 ما بين نتفة وقطعة وقصيدة. منها قوله يتشوق إلى حلب مسقط رأسه وملاعب صباه:
وله البيت المشهور:
وله عدة كتب طبع منها ثلاثة «الإيناس في علم الأنساب» سعى فيه إلى التفريق بين أسماء الأعلام المتقاربة في رسمها «فهم، قهم» مما يكثر دورانه في كتب الأنساب، وكذا التفريق بين الأسماء المتشابهة لفظاً «بكر بن وائل من قحطان، وبكر بن وائل من عدنان»، مع ذكر طائفة من الأسماء التي هي مظنة للتصحيف «شهم، أبو جلدة». ورتب مادة كتابه على حروف المعجم ولم يخله كما قال من
الفوائد والأشعار، مقتدياً في ذلك كله بما ألفه أبو جعفر محمد بن حبيب في كتابه «المؤتلف والمختلف»، ويُعد كتاب «الإيناس» مع صغر حجمه كثير الفائدة، ويدل على كثرة اطلاع صاحبه، وله أيضاً كتاب «أدب الخواص»، و«رسالة السياسة».
وأما ما لم يطبع من كتبه فمنها «اختيار شعر أبي تمام»، «اختيار شعر البحتري»، «اختيار شعر المتنبي والطعن عليه»، «ديوان الشعر والنثر»، «المأثور في مُلَح الخدور»، وله في اللغة مختصر «إصلاح المنطق» لابن السكيت، وفي مختصره هذا استوفى جميع مواد الكتاب وفوائده، ثم بدأ بنظمه شعراً تلبيةً لرغبة أبيه وعمل فيه عدة أوراق في ليلته. وكان جميع ذلك قبل استكماله سبع عشرة سنة.